# Phelipaea helenae
Phelipaea helenae är en snyltrotsväxtart som beskrevs av Henrietta Ippolitovna Poplavskaja. Phelipaea helenae ingår i släktet Phelipaea och familjen snyltrotsväxter. Inga underarter finns listade i Catalogue of Life.